# عبد الفتاح الوراق
عبد الفتاح الوراق (1955-) هُوَ جنرالٌ في الجيش المغربي.

## مسيرته
عيَّنهُ الملك مُحمد السَّادِس رئيسًا لأركان الجيش المغربي (مُفتش القُوات المُسلحة) في 18 يناير 2017 خلفًا للجنرال بوشعيب عروب.
أيضًا رقَّاهُ الملك إلى رتبة جنرال 4 نجوم (جنرال دوكودارمي) في 31 يوليو 2017.
لا يُعرف الكثير عن مهنة الوراق بخلاف ما نشره موقع إخباري قريب من سكرتير ملك المغرب منير مجيدي في مقالة، يدعي أن الوراق كان جزءًا من فوج المُشاة الآلي الحادي عشر خلال حرب الصحراء الغربية ثم عُيِّنَ مسؤولًا عن الموارد البشريَّة بالمكتب الثالث برئاسة عروب لفترةٍ طويلةٍ.

## مَراجِع
1. ↑  "جلالة الملك يعين الجنرال دوديفيزيون عبد الفتاح الوراق مفتشا عاما للقوات المسلحة الملكية". Maroc.ma. 17 يناير 2017. مؤرشف من الأصل في 2023-11-21. اطلع عليه بتاريخ 2023-11-21.
2. ↑  "جلالة الملك يعين الجنرال دوديفيزيون عبد الفتاح الوراق مفتشا عاما للقوات المسلحة الملكية". www.maparchives.ma. مؤرشف من الأصل في 2023-11-21. اطلع عليه بتاريخ 2023-11-21.
3. ↑  "الملك يعين الجنرال دوكور دارمي بلخير الفاروق مفتشا عاما للقوات المسلحة الملكية". Hespress - هسبريس جريدة إلكترونية مغربية. 15 سبتمبر 2021. مؤرشف من الأصل في 2022-12-09. اطلع عليه بتاريخ 2023-11-21.
4. ↑  "رسائل تعيين الجنرال الفاروق". Hespress - هسبريس جريدة إلكترونية مغربية. 16 سبتمبر 2021. مؤرشف من الأصل في 2021-09-16. اطلع عليه بتاريخ 2023-11-21.
5. ↑  "جلالة الملك يعين الجنرال دوديفيزيون عبد الفتاح الوراق مفتشا عاما للقوات المسلحة الملكية". حدث كم. مؤرشف من الأصل في 2023-03-21. اطلع عليه بتاريخ 2023-11-21.
6. ↑  "فيديو .. الملك محمد السادس يعين الجنرال دوديفيزيون عبد الفتاح الوراق مفتشا عاما للقوات المسلحة الملكية". 24 ساعة. 17 يناير 2017. مؤرشف من الأصل في 2023-11-21. اطلع عليه بتاريخ 2023-11-21.
7. ↑  "الجنرال دوديفيزيون عبد الفتاح الوراق يعين مفتشا عاما للقوات المسلحة الملكية". الموقع الرسمي لجريدة المنعطف 24. 18 يناير 2017. مؤرشف من الأصل في 2023-11-21. اطلع عليه بتاريخ 2023-11-21.
8. ↑  "ما لا تعرفونه عن الجنرال "الغامض" عبد الفتاح الوراق!". Le 360 Arabe. مؤرشف من الأصل في 2019-07-16. اطلع عليه بتاريخ 2023-11-21.